# Serra Gelada i Litoral de la Marina Baixa
Serra Gelada i Litoral de la Marina Baixa este o arie protejată (sit de importanță comunitară — SCI) din Spania întinsă pe o suprafață de 5.552,87 ha, integral pe uscat.

## Localizare
Centrul sitului Serra Gelada i Litoral de la Marina Baixa este situat la coordonatele 38°32′06″N 0°05′24″W / 38.535°N 0.09°V.

## Înființare
Situl Serra Gelada i Litoral de la Marina Baixa a fost declarat sit de importanță comunitară în decembrie 1997 pentru a proteja 1 specie de plante și 8 specii de animale.

## Biodiversitate
Situată în ecoregiunile marină mediteraneană și mediteraneană, aria protejată conține 10 habitate naturale: Bancuri de nisip acoperite în permanență slab de apă marină, Recifuri, Dune cu tufărișuri sclerofile Cisto-Lavenduletalia, Faleze cu vegetație de Limonium spp. endemic de pe coastele mediteraneene, Tufărișuri halofile mediteraneene și termo-atlantice (Sarcocornetea fruticosi), Dune de coastă cu Juniperus spp., Straturi cu Posidonia (Posidonion oceanicae), Peșteri marine scufundate complet sau parțial, Pseudostepă cu ierburi și specii anuale de Thero-Brachypodietea, Tufărișuri termo-mediteraneene și de pre-deșert.
La baza desemnării sitului se află mai multe specii protejate:
- plante (1): Silene hifacensis
- păsări (6): șoim călător (Falco peregrinus), Hieraaetus fasciatus, Hydrobates pelagicus, Larus audouinii, Phalacrocorax aristotelis desmarestii, silvie de tufiș (Sylvia undata)
- mamifere (1): delfin mare (Tursiops truncatus)
- reptile (1): Caretta caretta

Pe lângă speciile protejate, pe teritoriul sitului au mai fost identificate 4 specii de plante, 1 specie de nevertebrate.